# David Sylvian
David Sylvian (narozen jako David Alan Batt 23. února 1958 v Beckenhamu, hrabství Kent, Velká Británie) je anglický zpěvák, hudebník a hudební skladatel.

## Život a činnost
Svoji zahájil kariéru už více než před třiceti lety. Od roku 1982 byl vůdčí osobností skupiny Japan, ve které zastával funkci zpěváka a skladatele. Zpíval i v kapele Yellow Magic Orchestra, vedenou Rjúiči Sakamotem. Společně s členy Japan před šesti lety opět spojil v projektu Rain Tree Crow.
Jeho první sólová nahrávka Brilliant Trees z roku 1984 se ve Velké Británii setkala s velkým ohlasem, následovalo dvojalbum Gone To Earth a poté mistrovské Secrets Of The Beehive, vycházející v roce 1987. Všechna tři alba prostupuje introspektivní duchovní probuzení evokované éterickým ambientním stylem.
Společně se Sakamotem, který byl i u vzniku singlu Heartbeat, Sylvian napsal píseň World Citizen - I won't be disappointed/looped piano, známou ze soundtracku filmu Babel mexického režiséra Alejandra Gonzálese Iňárritua.
Na začátku srpna 2007 vyšla další nahrávka When Loud Weather Buffeted Naoshima, jež byla vytvořena jako instalace pro výstavu NAOSHIMA STANDARD 2, která se konala od října 2006 do dubna 2007 na japonském ostrově Naoshima.